# Kärremossatärnen
Kärremossatärnen är en sjö i Laxå kommun i Västergötland och ingår i Motala ströms huvudavrinningsområde. Sjöns area är 0,0005 kvadratkilometer och den är belägen 170 meter över havet.
Namn saknas i Lantmäteriets Kartsök och ortnamn, men den är belägen på Kärremossen.